# Ervin George Bailey
Ervin George Bailey (25 de dezembro de 1880 – 18 de dezembro de 1974) foi um engenheiro mecânico e inventor estadunidense, presidente fundador da Bailey Meter Company, fabricante de instrumentos de medição e controle. recebeu a Medalha ASME de 1942 e a Medalha John Fritz de 1952, e foi o 67º presidente da Sociedade dos Engenheiros Mecânicos dos Estados Unidos.
Bailey obteve 141 patentes por suas invenções.

## Patentes selecionadas
- Patent US1107740 - Radii-averaging instrument, 1914.
- Patent US1190701 - Integrator, 1915.
- Patent US 1823927 A - Device for retaining furnace wall blocks against tubes, 1927-31
- Patent US1939650 - Furnace wall, 1933.
- Patent US3346672 - Method for heating solid inorganic material. 1966.